# Ononis thomsonii
Ononis thomsonii är en ärtväxtart som beskrevs av Daniel Oliver. Ononis thomsonii ingår i släktet puktörnen, och familjen ärtväxter. Inga underarter finns listade i Catalogue of Life.